# King Midas in reverse
King Midas in reverse is een single van The Hollies. Het nummer is niet afkomstig van hun dan nog te verschijnen album Butterfly, maar stond wel op de Amerikaanse versie daarvan.

## Achtergrond
Het lied is geschreven door Graham Nash, maar Nash, Allan Clarke en Tony Hicks werden om praktische redenen alle drie als schrijvers genoteerd. The Hollies namen het op 3 en 4 augustus 1967 in de Abbey Road Studios, vaste geluidsstudio van EMI en The Hollies destijds.
Graham Nash zong King Midas in reverse ook tijdens concerten met zijn volgende muziekgroep Crosby, Stills, Nash & Young. Als zodanig werd het bijgeperst als bonustrack op heruitgaven van hun livealbum 4 way street. Er is ook een punkversie van het lied bekend. DLC Locomotive (voorheen The Cravats) gaven het uit op 12”-single in 1984. In 1995 verscheen een versie van The Posies op hun album The Posies sing Hollies in reverse.

## Tekst
De tekst gaat over een hoofdpersoon die alles kan veranderen zoals koning Midas dat deed, maar dan precies andersom. Volgens de legende veranderde Midas alle stof(fen) die hij aanraakte in goud, bij de hoofdpersoon van het lied verwordt al het moois wat door hem wordt aangeraakt juist tot stof ("He’s King Midas with a curse, all he touches turns to dust").

## Hitnotering
Een grote hit werd het niet voor The Hollies. Ze haalden net de top 20 in de UK Singles Chart; in de Billboard Hot 100 bleef het op plaats 51 steken. De Belgische BRT Top 30 en de Vlaamse Ultratop 30 bestonden nog niet.

### Nederlandse Top 40
| Positie: | 39 | 30 | 23 | 20 | 30 | uit |

### NederlandseHet Parool Top 20
| Positie: | 19 | 16 | 18 | uit |

### NPO Radio 2 Top 2000
King Midas in reverse stond alleen in 2000 in de NPO Radio 2 Top 2000, op plek 1674.